# Al-Orobah Football Club
O Al-Orobah Football Club (em árabe: نادي العروبة لكرة القدم), ou simplesmente Al-Orobah, é um clube de futebol profissional de Sacaca, na região de Jaufe, na Arábia Saudita.

## História
No início chamava-se Al-Najma, antes de mudar para Al-Orobah em 1995.
Depois de vencer a Liga da Primeira Divisão Saudita em 2012-13, eles foram promovidos à SPL, terminando em um respeitável oitavo lugar em sua primeira campanha - embora, dado o quão acirrada foi aquela temporada, ainda estavam apenas três pontos à frente da zona de rebaixamento. No entanto, o Al-Orobah achou a vida no topo mais difícil na segunda vez, conseguindo apenas quatro vitórias na temporada 2014-15 para terminar em último lugar e, com isso, experimentar o rebaixamento. Depois, tendo perdido por pouco a promoção na primeira vez que tentou, o Al-Orobah sofreu uma verdadeira queda em desgraça em 2018-19, quando foi rebaixado para a terceira divisão do futebol saudita. Uma vez lá, eles sobreviveram por pouco à devastação dos rebaixamentos consecutivos, que os teriam feito cair para a quarta divisão. Do jeito que estava, o Al-Orobah terminou em primeiro lugar no grupo na temporada seguinte e foi promovido de volta à Liga da Primeira Divisão e, agora, apenas alguns anos depois, está de volta à Saudi Pro League, completando uma ascensão notável e encerrando uma década de altos e baixos.
Em 18 de março de 2025, o Al-Orobah foi sujeito à proibição de registro de novos jogadores pela FIFA após ser descoberto que eles não pagaram US$ 150.000 em taxas de transferência e 5% de juros devidos ao clube galês The New Saints após a transferência de Brad Young.

## Elenco atual
- Última atualização: 8 de novembro de 2024 (UTC).[8]

Nota: Bandeiras indicam equipe nacional, conforme definido pelas regras de elegibilidade da FIFA. Os jogadores podem ter mais de uma nacionalidade não-FIFA.
| N.º |                 | Posição | Jogador                 |
| --- | --------------- | ------- | ----------------------- |
| 1   | Arábia Saudita  | G       | Rafea Al-Ruwaili        |
| 3   | Marrocos        | D       | Ismaël Kandouss         |
| 4   | Arábia Saudita  | D       | Ziyad Al-Hunaiti        |
| 5   | França          | D       | Kurt Zouma              |
| 6   | Arábia Saudita  | M       | Mohammed Al-Qarni       |
| 7   | Islândia        | A       | Jóhann Berg Guðmundsson |
| 8   | Costa do Marfim | M       | Jean Seri               |
| 9   | Inglaterra      | A       | Brad Young              |
| 11  | Arábia Saudita  | M       | Hamed Al-Maqati         |
| 12  | Arábia Saudita  | D       | Nawaf Al-Qumairi        |
| 13  | Arábia Saudita  | D       | Ibrahim Al-Zubaidi      |
| 18  | Arábia Saudita  | D       | Abdulmalek Al-Shammeri  |
| 20  | Arábia Saudita  | D       | Nawaf Al-Mutairi        |
| 21  | Gana            | A       | Emmanuel Boateng        |

| N.º |                | Posição | Jogador              |
| --- | -------------- | ------- | -------------------- |
| 22  | Arábia Saudita | G       | Saud Al-Ruwaili      |
| 27  | Arábia Saudita | M       | Fawaz Al-Torais      |
| 28  | Bélgica        | G       | Gaëtan Coucke        |
| 29  | Arábia Saudita | A       | Fahad Al-Zubaidi     |
| 32  | Arábia Saudita | M       | Sattam Al-Ruqi       |
| 33  | Arábia Saudita | D       | Hussein Al-Shuwaish  |
| 37  | Espanha        | M       | Cristian Tello       |
| 66  | Arábia Saudita | D       | Mohammed Barnawi     |
| 70  | Arábia Saudita | D       | Abdulrahman Al-Anazi |
| 73  | Croácia        | M       | Karlo Muhar          |
| 77  | Arábia Saudita | G       | Abdulbari Al-Daraan  |
| 80  | Arábia Saudita | M       | Fahad Al-Rashidi     |
| 88  | Arábia Saudita | M       | Abdulaziz Al-Fahiqi  |
| 90  | Arábia Saudita | A       | Mohammed Al-Saiari   |
| 99  | Síria          | A       | Omar Al Somah        |

## Títulos
- Liga da Primeira Divisão Saudita: 2012–13
- Segunda Divisão Saudita de Futebol: 2007–08